# 청각융기

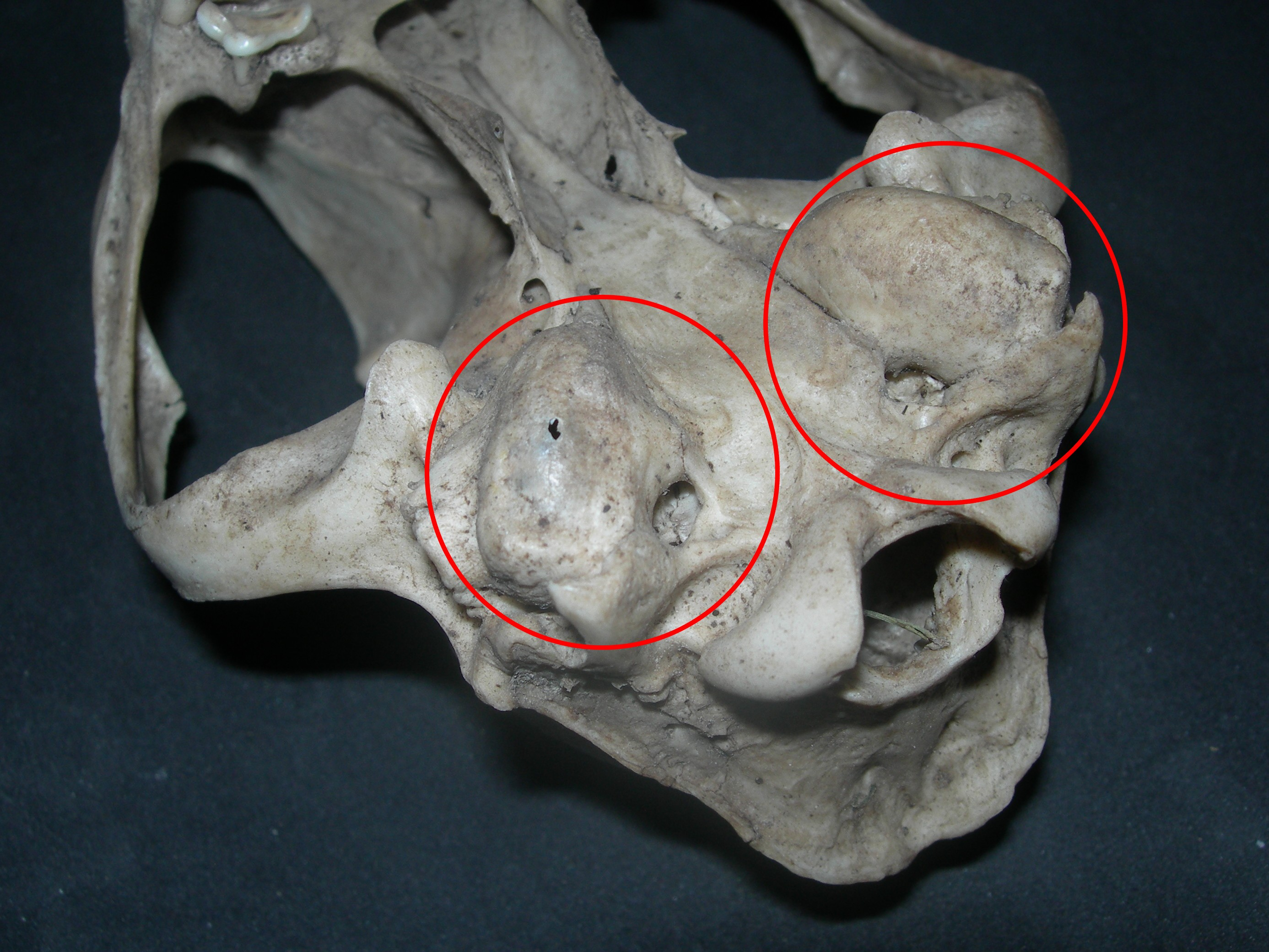
붉은여우 뼈에 나타나는 청각융기.

청각융기(영어: auditory bulla 또는 auditory bullae)는 진수하강에서 나타나는 배 부근의 중이와 내이 역할을 하는 빈 뼈 구조이다. 대부분의 종의 청각융기는 측두골의 고실부(tympanic part of the temporal bone)에서 형성된다.
영장류의 안경원숭이, 여우원숭이, 로리스아과에는 이 구조가 남아 있다.